# Rueil-Malmaison
Rueil-Malmaison là một xã trong vùng đô thị Paris, thuộc tỉnh Hauts-de-Seine, vùng hành chính Île-de-France của nước Pháp, có dân số là 76.400 người (thời điểm 2004).

## Các thành phố kết nghĩa
- Bad Soden am Taunus, Đức
- Kitzbühel, Áo
- Timişoara, România

## Những người con của thành phố
- Marcel Jouhandeau, nhà văn, 1888-1979
- Jean-Pierre Pernaut, nhà báo
- Jean Dujardin, diễn viên
- Georges Beller, diễn viên sân khấu
- Laurent Boyer, người giới thiệu chương trình
- Line Renaud, ca sĩ
- Jeanne Mas, ca sĩ
- Jacques Faizant, họa công
- Loulou Gasté, nhà soạn nhạc